# Bo Ericsson
Bo Ragnar Ericsson (* 23. ledna 1958 Stockholm, Švédsko) je bývalý profesionální lední hokejista. Byl členem bronzového švédského týmu na olympijských hrách v Sarajevu v roce 1984 a ve stejném roce stříbrného na Canada Cupu. Dále reprezentoval v roce 1983 (4. místo) a 1985 (5. místo) na mistrovství světa